# Watertoren (Amersfoort)
De watertoren in Amersfoort werd gebouwd in 1912 toen de gemeente besloot om naast de Utrechtse Waterleiding Maatschappij een eigen waterleidingmaatschappij op te richten. De watertoren staat aan de Utrechtseweg 174 en heeft een hoogte van slechts 17 meter, doordat de toren is gebouwd op het hoogste punt van de Amersfoortse Berg. De toren heeft een waterreservoir met een opslagcapaciteit van 700 m³.
De watertoren heeft de status rijksmonument.